# Capelomme
“Lu Caplomm” è un tipo di salume abruzzese in particolare del territorio della provincia di Teramo e Pescara  e fa parte dei Prodotti agroalimentari tradizionali abruzzesi.